# 96e méridien est
En géographie, le 96e méridien est est le méridien joignant les points de la surface de la Terre dont la longitude est égale à 96° est.

## Géographie

### Dimensions
Comme tous les autres méridiens, la longueur du 96e méridien correspond à une demi-circonférence terrestre, soit 20 003,932 km. Au niveau de l'équateur, il est distant du méridien de Greenwich de 10 687 km,.
Avec le 84e méridien ouest, il forme un grand cercle passant par les pôles géographiques terrestres.

### Régions traversées
En commençant par le pôle Nord et descendant vers le sud au pôle Sud, Le 96e méridien est passe par:
| Coordonnées          | Pays, territoire ou mer | Notes |
| -------------------- | ----------------------- | --- |
| 90° 00′ N, 96° 00′ E | Océan Arctique          | |
| 81° 10′ N, 96° 00′ E | Russia                  | Île de la Révolution-d'Octobre et Île Komsomolets, Terre du Nord, Kraï de Krasnoïarsk |
| 78° 59′ N, 96° 00′ E | Mer de Kara             | |
| 77° 06′ N, 96° 00′ E | Russia                  | Kraï de Krasnoïarsk — L'Archipel Nordenskiöld et le continent Oblast d'Irkoutsk — à partir de 54° 31′ N, 96° 00′ E Kraï de Krasnoïarsk — à partir de 54° 05′ N, 96° 00′ E Le Touva — à partir de 53° 29′ N, 96° 00′ E |
| 49° 59′ N, 96° 00′ E | Mongolia                | |
| 43° 11′ N, 96° 00′ E | China                   | Xinjiang Gansu — à partir de 41° 54′ N, 96° 00′ E Qinghai — à partir de 38° 12′ N, 96° 00′ E Tibet — à partir de 31° 43′ N, 96° 00′ E                                                                                 |
| 29° 22′ N, 96° 00′ E | India                   | Arunachal Pradesh — partiellement revendiqué par la Chine |
| 27° 08′ N, 96° 00′ E | Myanmar (Burma)         | |
| 16° 14′ N, 96° 00′ E | Océan Indien            | Mer d'Andaman |
| 5° 21′ N, 96° 00′ E  | Indonésie               | Île de Sumatra |
| 4° 14′ N, 96° 00′ E  | Océan Indien            | |
| 2° 47′ N, 96° 00′ E  | Indonésie               | Île de Simeulue |
| 2° 34′ N, 96° 00′ E  | Océan Indien            | |
| 60° 00′ S, 96° 00′ E | Océan Austral           | |
| 65° 01′ S, 96° 00′ E | Antarctique             | Territoire antarctique australien, Territoires revendiqués par l' Australie |